# Orkaanseizoen van de Grote Oceaan 2003
Het orkaanseizoen van de Grote Oceaan 2003 begon op 15 mei 2003 en eindigde op 30 november 2003. Dit orkaanseizoen betreft twee verschillende gebieden en daarmee eigenlijk twee verschillende seizoenen. Oostelijk van de 140e graad westerlengte begint het seizoen op 15 mei, in het gebied westelijk ervan tot aan de datumgrens begint het seizoen op 1 juni. Voor beide gebieden eindigt het seizoen op 30 november. Tropische depressies, die zich ten oosten van de 140e graad westerlengte vormen, krijgen het achtervoegsel "-E" (East) achter hun nummer. Tropische depressies, die zich tussen de 140e graad westerlengte en de datumgrens vormen, krijgen het achtervoegsel "-C" (Central). Als een tropische storm een naam krijgt uit het centrale gebied, staat achter de naam in het kopje '(C)' vermeld.

## Cyclonen
Zie ook kroniek van het orkaanseizoen van de Grote Oceaan 2003 voor een chronologische opsomming van de gebeurtenissen en de tijdbalk van het seizoen.
In het seizoen kwamen de volgende cyclonen voor:
- Tropische storm Andres
- Tropische storm Blanca
- Tropische storm Carlos
- Tropische storm Dolores
- Tropische storm Enrique
- Tropische storm Felicia
- Tropische storm Guillermo
- Tropische storm Hilda
- Tropische depressie One-C
- Orkaan Ignacio
- Orkaan Jimena
- Tropische storm Kevin
- Orkaan Linda
- Orkaan Marty
- Orkaan Nora
- Orkaan Olaf
- Orkaan Patricia

## Namen

### Namenlijst oostelijk deel van de Grote Oceaan
De lijst met namen voor het seizoen 2003 is dezelfde als voor het orkaanseizoen van de Grote Oceaan 1997 met uitzondering van Pauline die werd vervangen door Patricia. De namen worden in het orkaanseizoen van de Grote Oceaan 2009 opnieuw gebruikt.
| - Andres - Blanca - Carlos - Dolores - Enrique - Felicia - Guillermo - Hilda | - Ignacio - Jimena - Kevin - Linda - Marty - Nora - Olaf - Patricia | - Rick (niet gebruikt) - Sandra (niet gebruikt) - Terry (niet gebruikt) - Vivian (niet gebruikt) - Waldo (niet gebruikt) - Xina (niet gebruikt) - York (niet gebruikt) - Zelda (niet gebruikt) |

### Namenlijst centraal deel van de Grote Oceaan
In het centrale deel van de Grote Oceaan zijn geen namen gebruikt.
1990 · 1991 · 1992 · 1993 · 1994 · 1995 · 1996 · 1997 · 1998 · 1999 · 2000 · 2001 · 2002 · 2003 · 2004 · 2005 · 2006 · 2007 · 2008 · 2009 · 2010 · 2011 · 2012 · 2013 · 2014 · 2015 · 
2016 · 2017 · 2018